# Gastronomía de Punyab
La gastronomía panyabí o punyabí es el conjunto de tradiciones culinarias de la región del Punyab, en India y Pakistán. Es una gastronomía rica y variada, fuertemente basada en los vegetales e influenciada por la vida agrícola de sus gentes (al Punyab de le conoce como «el granero de la India»). Por lo general, las comidas punyabíes son ricas en calorías.
Algunas preparaciones especiales son el sarhon dā sâg, un guiso de hojas de mostaza, el makki ki roti, un pan plano de harina de maíz, el pollo tikka o el tandoori panyabí. El karahi es una salsa picante amarilosa y tortas hechas de harina de garbanzo (besan), que contiene jugo de limón, pimienta roja y cúrcuma. Se sirve comúnmente con arroz o pan naan. El arroz basmati es la variedad endémica del Punyab, además de un alimento básico para los panyabíes. Existen multitud de platos a base de arroz con carne y/o vegetales.

## Alimentos
Punjab es un importante productor de trigo, arroz y lácteos, que son también la base de la dieta punyabí. También es común el aceite de mostaza y el aceite de girasol para cocinar

### Productos lácteos
Punjab es el estado de la India que más lácteo per cápita consume. Es común el uso de mantequilla clarificada, llamada ghee o desi ghi, además de la mantequilla común.

### Especias
Entre los condimentos punyabíes se encuentra el popular Garam masala, una mezcla de especias empleada en diversas preparaciones de carne. Al igual que en muchas partes del norte de la India se emplea en la elaboración de algunos platos el horno denominado tandoor. En Punyab existe una importante tradición local de tandoor.
Entre los aditivos alimentarios, cabe mencionar el almidón, usado como agente espesante de los guisos y salsas. También el colorante alimentario natural y el vinagre.

## Platos

### Desayuno
El desayuno varía entre las diferentes subregiones dentro del Punyab. Los más comunes son:
- Chana masala
- Chole kulche
- Aloo paratha
- Panner paratha
- Gobi paratha
- Paratha con cuajada
- Halwa poori
- Bhatoora
- Falooda
- Makhni doodh
- Amritsari lassi , m
- Masala chai , té , Amritsari kulchas , dahi vada , dahi , khoa , paya , aloo paratha con mantequilla, panjeeri con leche.

En la parte superior del Punjab, Pakistán, el Lahori Katlama también es famoso por el desayuno.

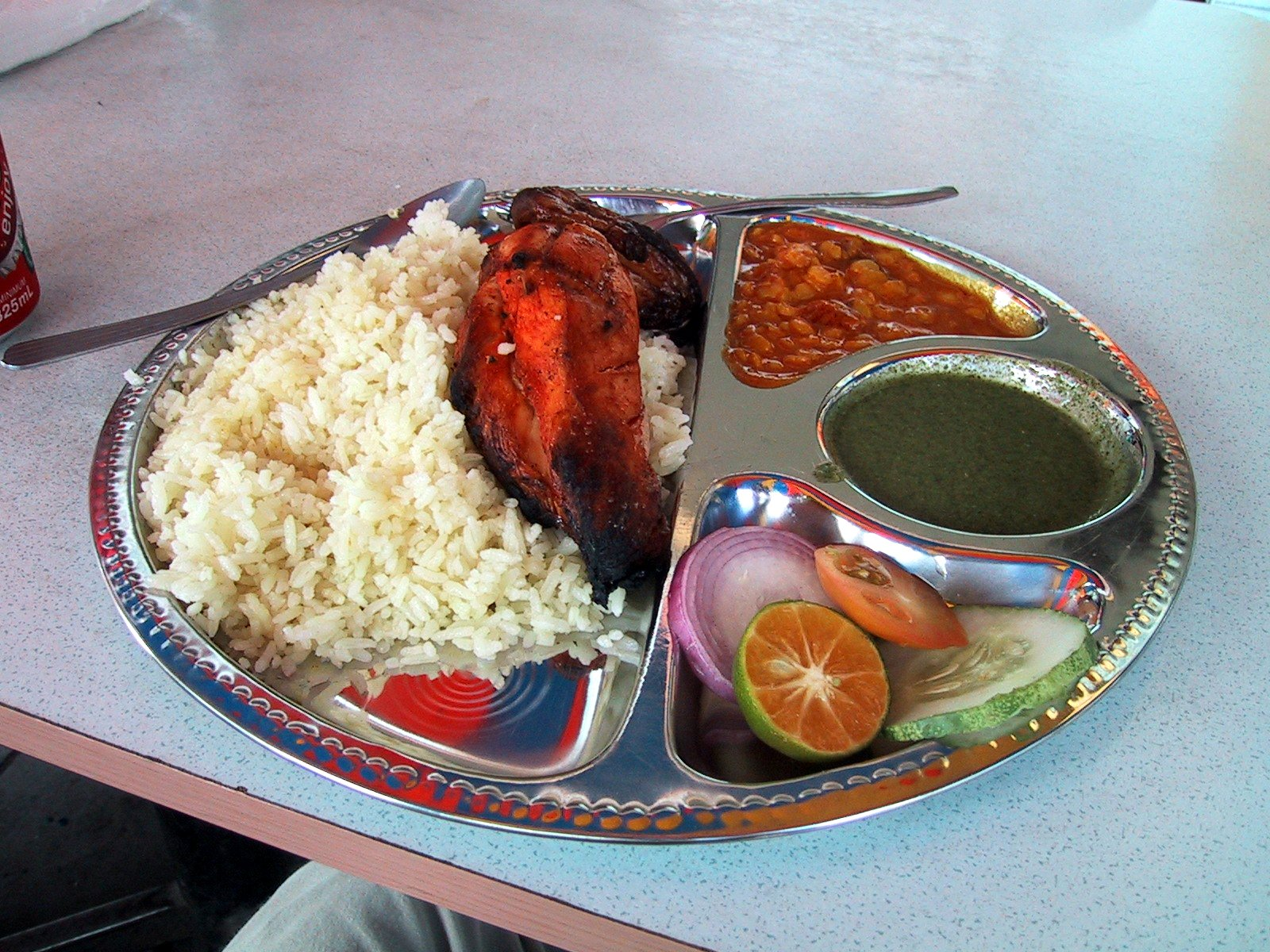
Una ración de pollo tanduri.

- Samosas
- Shaji panir
- Pollo tanduri
- Pescado tanduri
- Panir pakora
- Pakoras
- Galabee
- Gulab yaman